# The Rock Sect's In
The Rock Sect's In je třetí studiové album britské rockové skupiny Downliners Sect. Vydlo jej v roce 1966 hudební vydavatelství Columbia Records a jeho producentem byl Mike Collier. Album obsahuje převážně coververze, nachází se zde například píseň „Why Don't You Smile Now“, kterou napsali John Cale a Lou Reed předtím, než vznikla skupina The Velvet Underground. Jejím původním interpretem byla v roce 1965 kapela All Night Workers a ke skupině Downliners Sect se dostala náhodou od vydavatelské společnosti.

## Seznam skladeb
| Pořadí | Název                                     | Autor                                           | Délka |
| ------ | ----------------------------------------- | ----------------------------------------------- | ----- |
| 1.     | Hang On Sloopy                            | Bert Berns, Wes Farrell                         | 2:18  |
| 2.     | Fortune Teller                            | Naomi Neville                                   | 2:22  |
| 3.     | Hey Hey Hey Hey                           | Little Richard                                  | 2:05  |
| 4.     | Everything I've Got to Give               | Arthur Keith Evans                              | 2:05  |
| 5.     | Outside                                   | Evans, Michael O'Donnell                        | 2:30  |
| 6.     | I'm Hooked on You                         | O'Donnell, Terry Gibson                         | 1:20  |
| 7.     | Comin' Home Baby                          | Ben Tucker, Bob Dorough                         | 2:53  |
| 8.     | Why Don't You Smile Now                   | Jerry Vance, John Cale, Lou Reed, Terry Philips | 2:07  |
| 9.     | Don't Lie to Me                           | Chuck Berry                                     | 2:33  |
| 10.    | May the Bird of Paradise Fly Up Your Nose | Neal Merritt                                    | 2:56  |
| 11.    | He Was a Square                           | Bob Reinhardt, Mike Collier                     | 3:05  |
| 12.    | I'm Looking for a Woman                   | Bo Diddley                                      | 3:16  |
| 13.    | The Rock Sect's in Again                  | Collier                                         | 2:49  |
| 14.    | Brand New Cadillac                        | Vince Taylor                                    | 2:14  |

## Obsazení
- Don Craine – kytara, zpěv
- Terry Gibson – kytara
- Keith Grant – baskytara, zpěv
- Johnny Sutton – bicí, perkuse